# خصر الدبور
خصر الدبور هو صورة ظلية للأزياء النسائية، أنتج من خلال نمط من المخاصر والمشدات، والذي شهد فترات مختلفة من الشعبية في القرنين التاسع عشر والعشرين. ميزته الأساسية هي التحول المفاجئ من قفص صدري بعرض طبيعي إلى خصر صغير للغاية، مع انحناء الوركين إلى الأسفل. يأخذ اسمه من تشابهه مع الجسم المجزأ للدبور. كما أن خط الخصر المشدود بشكل حاد يبالغ في حجم الوركين والصدر.